# Tschingelspitz
Der Tschingelspitz ist ein 3315 m ü. M. hoher Berg der Berner Alpen im Schweizer Kanton Bern.
Der Tschingelspitz liegt östlich des Gspaltenhorns, zwischen dem Sefinental im Norden und dem Tschingelfirn im Süden. Der Gipfel befindet sich auf dem Gebiet der Gemeinde Lauterbrunnen.
Die Erstbesteigung erfolgte 1868 durch die Brüder Peter und Christian Michel, die beiden Führer von Edmund von Fellenberg.

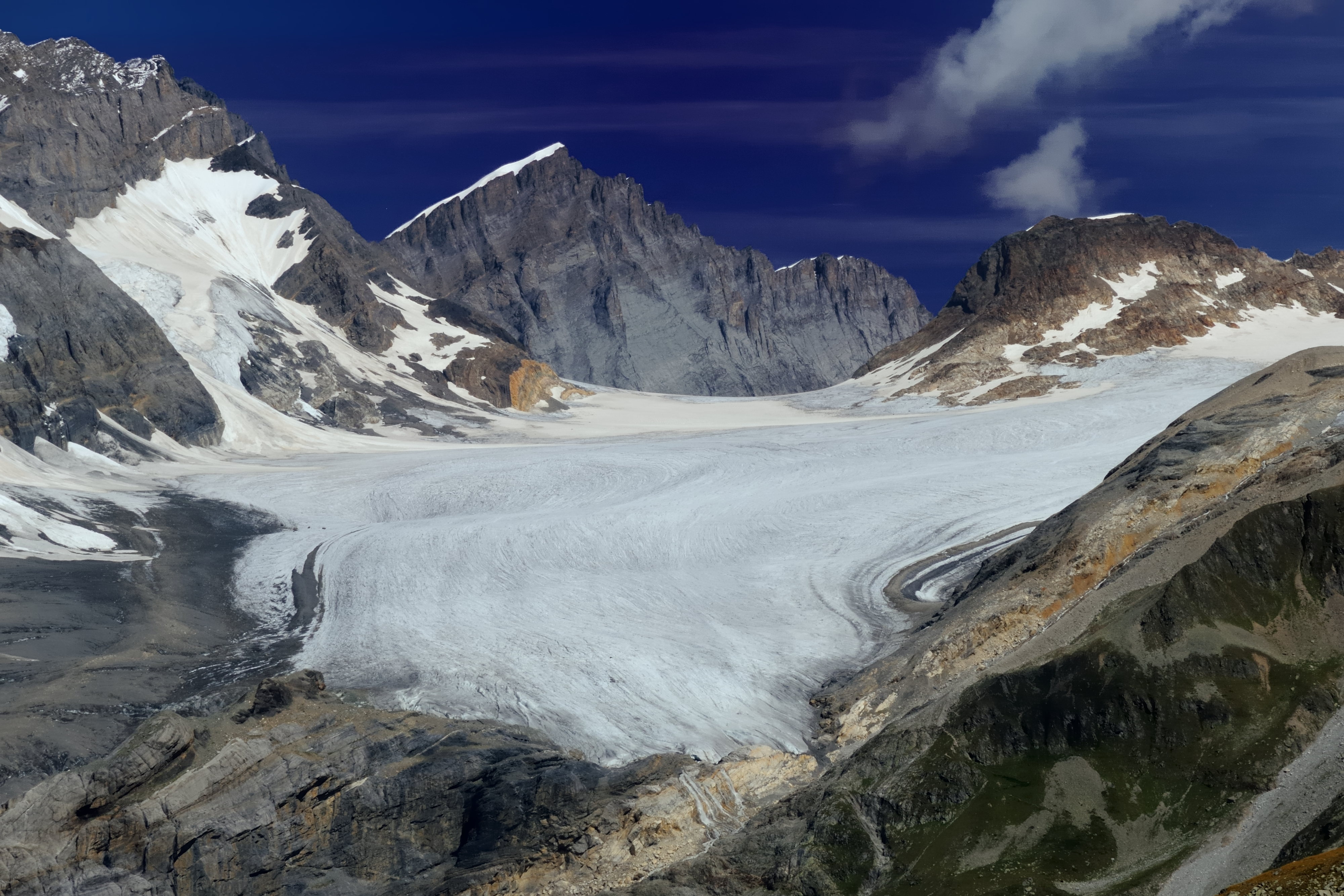
Tschingelspitz und Kanderfirn im Sommer